# یومیکو فوجیتا
یومیکو فوجیتا (انگلیسی: Yumiko Fujita؛ زادهٔ ۱۲ سپتامبر ۱۹۴۵) یک هنرپیشه اهل ژاپن است. 